# ديمون ثاير
ديمون ثاير (بالإنجليزية: Damon Thayer)‏ هو سياسي أمريكي، ولد في 16 سبتمبر 1967. حزبياً، نشط في الحزب الجمهوري.

## وصلات خارجية
- الموقع الرسمي